# Гого Кехайов
Георги (Гого) Иванов Кехайов, известен като Шуговалията, е български революционер, поройски войвода на Вътрешната македоно-одринска революционна организация.

## Биография
Гого Кехайов е роден в Шугово, тогава в Османската империя, днес Платанакия, Гърция. Включва се в дейността на ВМОРО и се противопоставя на четите на ВМОК. Ръководител е на революционния комитет в Шугово. От 1904 година Гого Кехайов е нелегален и е назначен от Струмишкия окръжен комитет за поройски войвода, като води чета до Младотурската революция, когато се легализира.
Гого Кехайов е убит от засада през 1912 година.